# Абдураимов, Айдер Бахтиярович
Айдер Бахтиярович Абдураимов (укр. Айдер Бахтіярович Абдураімов; род. 18 января 2004, Мелитополь, Запорожская область) — украинский боксёр. Выступает в весовой категории до 57 кг. Участник Олимпийских игр 2024 года. Мастер спорта Украины международного класса (2022).

## Биография
Родился в Мелитополе. Крымский татарин по национальности. Начал заниматься боксом в 8 лет. Его мать Сусанна Абдураимова хотела, чтобы сын занимался танцами, но Айдер бросил тренировки спустя месяц и сосредоточился на боксе. Занимался в ДЮСШ № 1 под руководством Сергея Онищенко. Выпускник гимназии № 19 в Мелитополе.
Участвовал на юношеских чемпионатах Европы 2017 (серебро), 2018 (бронза), 2020 (серебро), 2021 (золото), 2022 (золото).
В марте 2022 года во время российского вторжения занимался мародёрством в Мелитополе, украв в частности системный блок из магазина «Комфи». После этого признал вину, вернул краденное и вступил в ряды ночного патруля охранного агентства «Витязь». Учится в Харьковском областном высшем училище физической культуры и спорта, где его тренерами являются Сергей Данильченко и Виталий Яровой.
Победитель турнира имени Альгирдаса Шоцикаса в Каунасе (2023). В ноябре 2023 года на чемпионате Украины во Львове завоевал золото.
Участвовал в квалификационном турнире на Олимпийские игры 2024 года, которые состоялись в Бангкоке (Таиланд). По ходу турнира Абдураимов выбил серебряного призёра Олимпиады Йоэля Финоля из Венесуэлы, а в лицензионном поединке победил представителя Кыргызстана Мунарбека Сеитбека Улу. На Олимпиаде-2024 состоялся боксерский поединок в весовой категории до 57 кг с участием украинца Айдера Абдураимова. 20-летний спортсмен вышел в ринг против болгарина Хавьера Ибаньеса Диаса (уроженец Кубы), второго номера посева.
Бой завершился победой Ибаньеса Диаса, которому судьи отдали предпочтение во всех трех раундах. Стал бронзовым призером чемпионата Азии по боксу в декабре 2024 года. 